# 트러프
해곡(海谷) 또는 트러프(영어: trough)는 해저에 긴 함몰이 있는 지역을 말한다. 평평한 바닥과 완만한 경사가 특징이며 해구에 비해 수심이 얕고 길이가 짧으며 너비가 좁다. 지형적으로 완만한 경사를 지닌 해저의 선형 함몰대를 뜻한다.

## 해구
깊이가 6,000m 이상인 곳을 해구(trench)라고 하고, 그보다 얕은 곳을 해곡(trough)이라고 한다

## 같이 보기
- 해분
- 난카이 해곡
  - 난카이 해곡 거대지진